# مقايسة مناعية شعاعية
المقايسة المناعية الشعاعية هي تقنية فحص حساسة جداً في المختبر مستخدمة لقياس تراكيز المستضدات (على سبيل المثال، مستويات الهرمون في الدم) عن طريق استخدام أجسام مضادة. على هذا النحو، يمكن النظر إليها على أنها عكس مقايسة الارتباط الإشعاعي التي تقيس مستوى جسم مضاد عن طريق استخدام المستضدات المقابلة.

## روابط خارجية
- Radioimmunoassay في المكتبة الوطنية الأمريكية للطب نظام فهرسة المواضيع الطبية (MeSH).

- http://users.rcn.com/jkimball.ma.ultranet/BiologyPages/R/Radioimmunoassay.html نسخة محفوظة 12 يونيو 2010 على موقع واي باك مشين.